# Henk van Tilburg

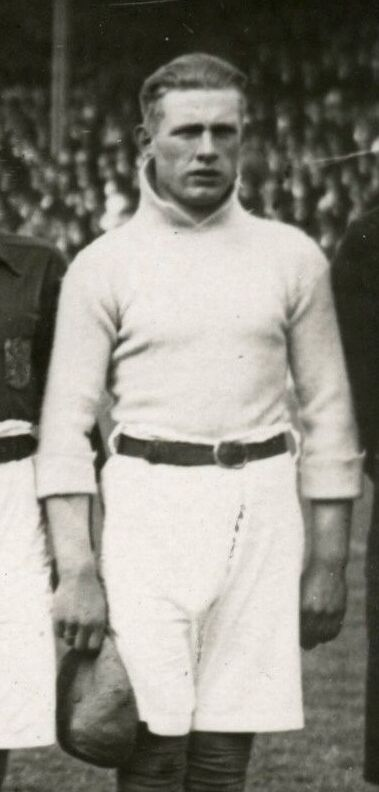
van Tilburg (1921)

Hendrikus „Henk“ van Tilburg (* 2. Dezember 1898 in Dordrecht; † 14. Juli 1985) war ein niederländischer Fußballtorhüter. Er spielte in den zwanziger Jahren für die TSV NOAD aus Tilburg und kam 1921 und 1922 neunmal in Folge in der niederländischen Nationalmannschaft zum Einsatz.
Van Tilburg ersetzte nach den Olympischen Spielen von Antwerpen den HVV-Keeper Dick MacNeill im Tor der Oranje Elftal. Sein erster Einsatz war ein Freundschaftsspiel gegen die Schweiz, zu dem die Niederländer am 26. März 1921 mit einer fast vollständig erneuerten Elf antraten; neben Torhüter van Tilburg debütierten sechs weitere Spieler, lediglich Mannschaftskapitän Dé Kessler hatte zuvor bereits mehr als fünfmal das orangefarbene Trikot übergestreift. Van Tilburg verteidigte sein Tor erfolgreich, sein Team gewann in Amsterdam mit 2:0. Drei Unentschieden folgte gar ein 5:0-Sieg über Frankreich, ehe van Tilburg in seinem sechsten Länderspiel, in Belgien, gleich viermal hinter sich greifen musste. Sein letztes Match im Oranje-Trikot absolvierte van Tilburg wie sein erstes gegen die Schweiz, allerdings weit weniger erfolgreich – beim 0:5 auf dem Platz des FC Young Boys am 19. November 1922 auf dem Berner Spitalacker konnte ihn allein Xam Abegglen in seinem ersten Länderspiel dreimal überwinden. Im nächsten Match der Niederländer stand einmalig Fred van der Poel zwischen den Pfosten, ehe Jan de Boer, der seit April 1922 als zweiter Torwart zum Kader gehört hatte, für einige Spiele übernahm.